# Semnoner

Karta

Semnonerna var en germansk folkstam som tillhörde den svebiska och herminonska folkgruppen. Enligt Tacitus skilde sig sveberna från andra folk genom att de strök håret bakåt till en knut i nacken. De dyrkade i likhet med flera andra folk en helig lund. Svebernas heligaste lund var Ziu-Irmin i semnonernas land. Bland svebernas folk fanns också de sex folkstammar, bl.a. saxare och angler vid Nord- och Östersjökusten som dyrkade gudinnan Nerthus (sv. Njärd).
Semnonerna var svebernas äldsta, förnämsta och största stam på Tacitus tid (omkring första århundradet e. Kr.). Deras boplatser låg mellan mellersta Elbe och Oder, norr om Hercynska skogen. De anslöt sig till markomannernas germanförbund under Marbod, men gjorde sedan uppror mot honom och följde Arminius. Efter den romerska freden omkring 200 e.Kr. bildade germanerna större folkförbund, och semnonerna var huvudgruppen i det svebiska folk som bosatte sig (jämte allemannerna) i nuv. Sydtyskland och senare grundade ett långvarigt rike på den Iberiska halvön.